# Saint-Hilaire-Saint-Mesmin
Saint-Hilaire-Saint-Mesmin település Franciaországban, Loiret megyében. Lakosainak száma 3156 fő (2022. január 1.). Saint-Hilaire-Saint-Mesmin Mareau-aux-Prés, Mézières-lez-Cléry, Olivet és Saint-Pryvé-Saint-Mesmin községekkel határos.

## Népesség
A település népessége az elmúlt években az alábbi módon változott:
| Lakosok száma | 1623 | 1775 | 2025 | 2592 | 2929 | 2995 | 3040 | 3071 | 3099 | 3156 |
|               | 1968 | 1982 | 1990 | 2006 | 2013 | 2015 | 2017 | 2019 | 2020 | 2022 |